# Isyxa

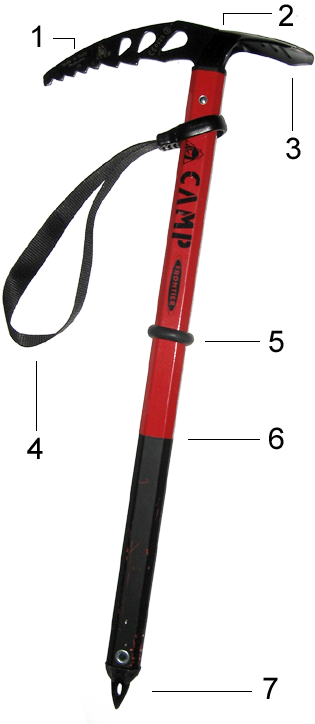
Alpin isyxa.
1 – Spets
2 – Huvud
3 – Egg
4 – Handledsrem
5 – Remspärr
6 – Skaft med gummihandtag
7 – Nedre spets

Isyxa är ett verktyg som används vid bergsklättring på snö och is. Den liknar en hacka och används för att hugga bort is, när klättraren vill få bättre fäste. Den kan också användas vid förankring när man säkrar någon eller något med rep.
Isyxor delas oftast in i tekniska och alpina isyxor. Den tekniska isyxan är generellt kortare, skaftet är böjt och den har en mer aggressiv böjning på yxbladet.